# Mochlus striatus
Mochlus striatus — вид сцинкоподібних ящірок родини сцинкових (Scincidae). Мешкає в Центральній Африці. Раніше вважався конспецифічним з Mochlus fernandi, однак був визнаний окремим видом.

## Опис
Тіло (не враховуючи хвоста) сягає 137-167 мм завдовжки.

## Поширення і екологія
Mochlus striatus мешкають в Габоні, Камеруні, Республіці Конго, Центральноафриканській Республіці і, можливо, Демократичній Республіці Конго. Вони живуть у вологих тропічних лісах, на болотах і в прибережних лісах.